# Сант'Амброђо (Палермо)
Сант'Амброђо је насеље у Италији у округу Палермо, региону Сицилија.
Према процени из 2011. у насељу је живело 286 становника. Насеље се налази на надморској висини од 82 м.